# Pyrrorhiza
Pyrrorhiza, monotipični rod cvjetnica iz porodice Haemodoraceae. Jedina vrsta je gomoljasti geofit P. neblinae, venezuelski endem s planina Sierra de la Neblina
Rod je opisan u Memoirs of The New York Botanical Garden 9(3): 318. 1957.